# Stadion Energa Gdańsk
Stadion Energa Gdańsk er et stadion beliggende i den nord-polske by Gdańsk. Det blev indviet i sommeren 2011, og bliver primært brugt til fodboldkampe, og er hjemmebane for Lechia Gdańsk. Kapaciteten er på 41.620 overdækkede siddepladser, hvilket gør det til landets tredjestørste efter Polens Nationalstadion og Stadion Śląski.
Stadionet blev opført i forbindelse med Europamesterskabet i fodbold 2012, hvor her blev spillet tre gruppekampe og én kvartfinale.